# تروي عيد
تروي عيد (مواليد 1963) محامٍ أمريكي شغل منصب المدعي العام للولايات المتحدة لمنطقة كولورادو من عام 2006 إلى عام 2009. 
وهو أيضًا أستاذ مساعد للقانون في كلية الحقوق بجامعة كولورادو وكلية الحقوق بجامعة دنفر ، حيث يدرس القانون المدني والقانون الجنائي مع التركيز على الطاقة والموارد الطبيعية والتنظيم البيئي والقانون الهندي الأمريكي.